# C'est chic, c'est Cannes
C'est chic, c'est Cannes était une émission de télévision française diffusée sur France 2 du 13 mai 2009 au 24 mai 2009 à l'occasion du 62e Festival de Cannes et présentée par Ariane Brodier.

## Principe
L'émission fait découvrir la ville de Cannes dans toute sa splendeur ainsi que ses principales installations et ses endroits mythiques.

## Diffusion
Diffusée durant le 62e Festival de Cannes, l'émission, d'environ 5 minutes, prend place entre la première et deuxième partie de soirée, vers 22h30.